# Mariano Lamberti
Mariano Lamberti (Pompei, 12 settembre 1967) è un regista, sceneggiatore, poeta e scrittore italiano.

## Biografia
Laureato in Filosofia all'Università degli Studi di Napoli "L'Orientale", si è poi diplomato nel 1992 presso il Centro Sperimentale di Cinematografia di Roma e nel 1996 presso la New York Film Academy.
Nel 1997 ha realizzato in collaborazione con Roberta Calandra il documentario "Una storia d'amore in quattro capitoli e mezzo" sulla vita dello scrittore ebreo Brett Shapiro, che ha vinto il Premio "Libero Bizzarri" Sezione Storia ed è stato distribuito dal quotidiano L'Unità. Del 1998 è il suo primo lungometraggio Non con un bang che viene presentato alla 56ª Mostra internazionale d'arte cinematografica di Venezia nella sezione "Nuovi Territori" e distribuito nelle sale nel 2001 dalla Thule Film. Il film ha ricevuto una nomination per l'"International Fantasy Film Award" al Festival internazionale del cinema di Porto del 2000.
Nel 2006 è uscita la sua prima raccolta poetica dal titolo Dopo il dolore.
Nel 2007 ha curato la regia della serie TV Colpi di sole andata in onda su Rai Tre Nel 2010 ha diretto un episodio del film documentario Napoli 24. Nel 2012 è uscito nelle sale il suo secondo film: Good As You - Tutti i colori dell'amore, basato sull'omonima pièce teatrale di Roberto Biondi del 2003.
Nel 2012 lavora per Mediaset dirigendo due episodi dello sceneggiato Il peccato e la vergogna 2.
Nel 2015 pubblica la silloge poetica La supplica di Brahma.
Nel 2016 esce il suo primo romanzo Una coppia perfetta. L'amore ai tempi di Grindr, tradotto anche in francese. Il libro ha generato un'appassionata discussione all’interno della comunità omosessuale che si è propagata come un tam tam nei vari social network, tanto da trasformarsi in un piccolo caso mediatico ed essere consigliato da Repubblica come uno dei romanzi da regalare per Natale.
L'anno successivo torna alla poesia con Gli eroi dei cento mondi.
Del 2018 è il suo secondo romanzo Il lungo risveglio dell'impiegato E.
Dal 25 al 27 gennaio 2019 all’Altrove Teatro Studio di Roma è andato in scena Processo a Fellini, di cui Mariano Lamberti è regista, opera apprezzata per la sua qualità.
A settembre del 2019 esce la raccolta di racconti Amore sesso e altri emoticon per Lantana Edizioni, dove l'autore continua la sua ricerca nel campo delle app per incontri e le relazioni virtuali nate su internet, cominciata con Una coppia perfetta.
A giugno del 2020 esce il suo quarto volume di poesia Fukyo, Nulla die edizioni, che chiude la trilogia del dharma, iniziata nel 2015 con La supplica di Brahma (Graphe.it edizioni). La trilogia è poi raccolta nella pubblicazione Magia del tempo breve con prefazione di Davide Rondoni da Graphe.it edizioni nel 2024.
A settembre 2020 è uscito il suo primo romanzo storico La vita nascosta del tempo presente, Mezzelane edizioni.
Nell'agosto 2021 esce il suo romanzo Il maestro (Giulio Perrone Editore), sulla figura storica di Nichiren Daishonin, grande riformatore del Buddismo giapponese.

## Filmografia

### Cinema
- Metamorfosi - cortometraggio (1991)
- Western di cose nostre - cortometraggio (1992)
- Antartide - L'isola di Utopia - documentario (1993)
- Dettagli di cera - documentario (1993)
- Effetiu - documentario (1993)
- Per un po' - cortometraggio (1994)
- Solo quando non recitano - cortometraggio (1995)
- Una storia di amore in quattro capitoli e mezzo - documentario (1997)[8]
- La ragazza di Parigi - documentario (1998)
- Non con un bang (1999)
- Fai sentire la tua voce - documentario (2000)
- L'indifferente  - cortometraggio (2004)
- Di giorno di notte - cortometraggio (2003)
- Good As You - Tutti i colori dell'amore (2012)
- Fiori, episodio del film Napoli 24 - documentario (2012)
- D.o.r.i.a.n.a. (2020)
- Una storia vera (2024)

### Televisione
- Colpi di sole - serie TV (2007)
- Il peccato e la vergogna - serie TV (2013)

## Pubblicazioni

### Romanzi
- Una coppia perfetta. L'amore ai tempi di Grindr, Goware, Firenze 2016 - ISBN 9788867976485
- Il lungo risveglio dell'impiegato E., Mea, Napoli 2018 - ISBN 9788894346510
- Amore sesso e altri emoticon Lantana, Roma 2019 - ISBN 9788899401221
- La vita nascosta del tempo presente, Le Mezzelane, Santa Maria Nuova (Ancona) 2020 - ISBN 9788833284637
- Il maestro, Giulio Perrone Editore, Roma 2021 - ISBN 9788860046062

### Poesia
- Dopo il dolore, Liberodiscrivere, Genova 2006 – ISBN 9788873881056
- La supplica di Brahma, prefazione di Filippo La Porta, Graphe.it edizioni, Perugia 2015 – ISBN 9788897010852
- Gli eroi dei cento mondi, Campanotto Editore, Paisan di Prato 2017 – ISBN 9788845615788
- Fukyo, Nulla die, Piazza Armerina (Enna) 2020 - ISBN 9788869152740
- Magia del tempo breve, prefazione di Davide Rondoni, Graphe.it edizioni, Perugia 2024 - ISBN 9788893722391